# 4.5"/45 QF Mark V
4.5"/45 QF Mark V (Mark 6, Mark 7) е корабна универсална артилерийска установка калибър 114 mm (фактически 113 mm), използвана в Кралския флот на Великобритания в следвоенния период. Серията е последващо развитие на универсалното оръдие 4,5"/45 QF Mark I, III, IV активно използвано през Втората световна война. Намира се на въоръжение на много разрушители и фрегати в британския флот. Известно е също с имената Mark 6 и Mark 7.
Впоследствие Кралския флот преминава към използването на универсалната, напълно автоматизирана установка 114 mm/55 Mark 8.